# بخش پری (منطقه لوگان، اوهایو)
بخش پری (به انگلیسی: Perry Township) یک منطقهٔ مسکونی در ایالات متحده آمریکا است که در شهرستان لوگان، اوهایو واقع شده‌است.
 بخش پری ۶۹٫۴۲ کیلومتر مربع مساحت و ۹۹۲ نفر جمعیت دارد و ۳۳۳٫۱۵ متر بالاتر از سطح دریا واقع شده‌است.